# Bodianus
A Bodianus a sugarasúszójú halak (Actinopterygii) osztályába a sügéralakúak (Perciformes) rendjébe és az ajakoshalfélék családjába tartozó nem.

## Rendszerezés
A nembe az alábbi 42 faj tartozik:
- Bodianus anthioides
- Bodianus axillaris
- Bodianus bathycapros
- Bodianus bilunulatus
- Bodianus bimaculatus
- Bodianus busellatus
- Bodianus cylindriatus
- Bodianus diana
- Bodianus dictynna
- Bodianus diplotaenia
- Bodianus eclancheri
- Bodianus flavifrons
- Bodianus flavipinnis
- Bodianus frenchii
- Bodianus insularis
- Bodianus izuensis
- Bodianus leucosticticus
- Bodianus loxozonus
- Bodianus macrognathos
- Bodianus macrourus
- Bodianus masudai
- Bodianus mesothorax
- Bodianus neilli
- Bodianus neopercularis
- Bodianus opercularis
- Bodianus oxycephalus
- Bodianus paraleucosticticus
- Bodianus perditio
- Bodianus prognathus
- Bodianus pulchellus
- Bodianus rubrisos
- Bodianus rufus
- Bodianus sanguineus
- Bodianus scrofa
- Bodianus sepiacaudus
- Bodianus solatus
- Bodianus speciosus
- Bodianus tanyokidus
- Bodianus thoracotaeniatus
- Bodianus trilineatus
- Bodianus unimaculatus
- Bodianus vulpinus

## Galéria

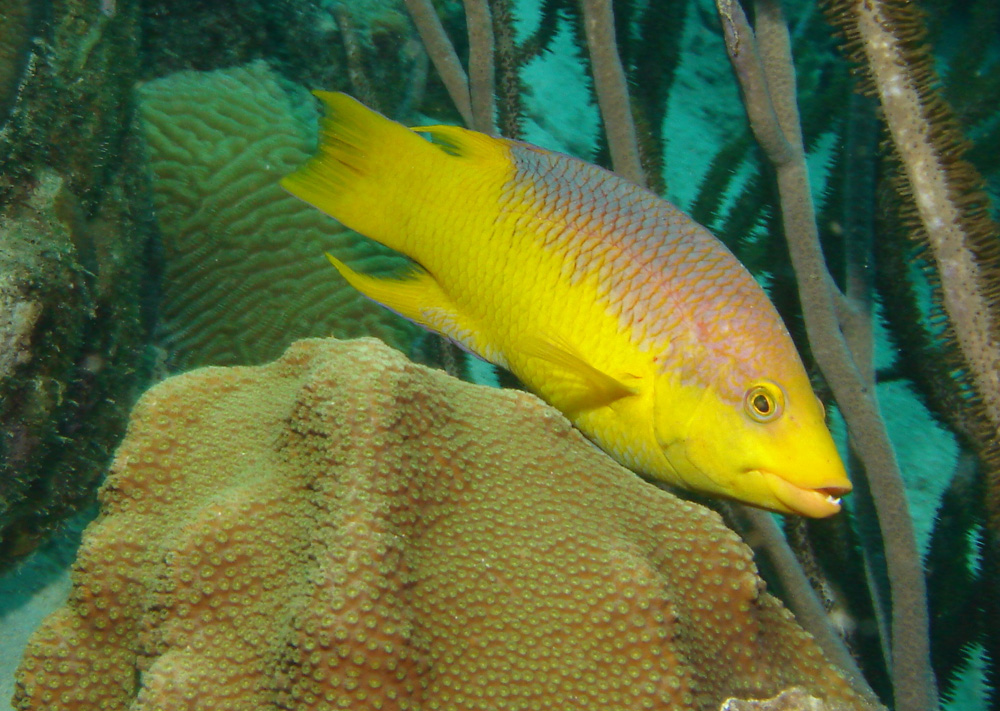
Bodianus rufus
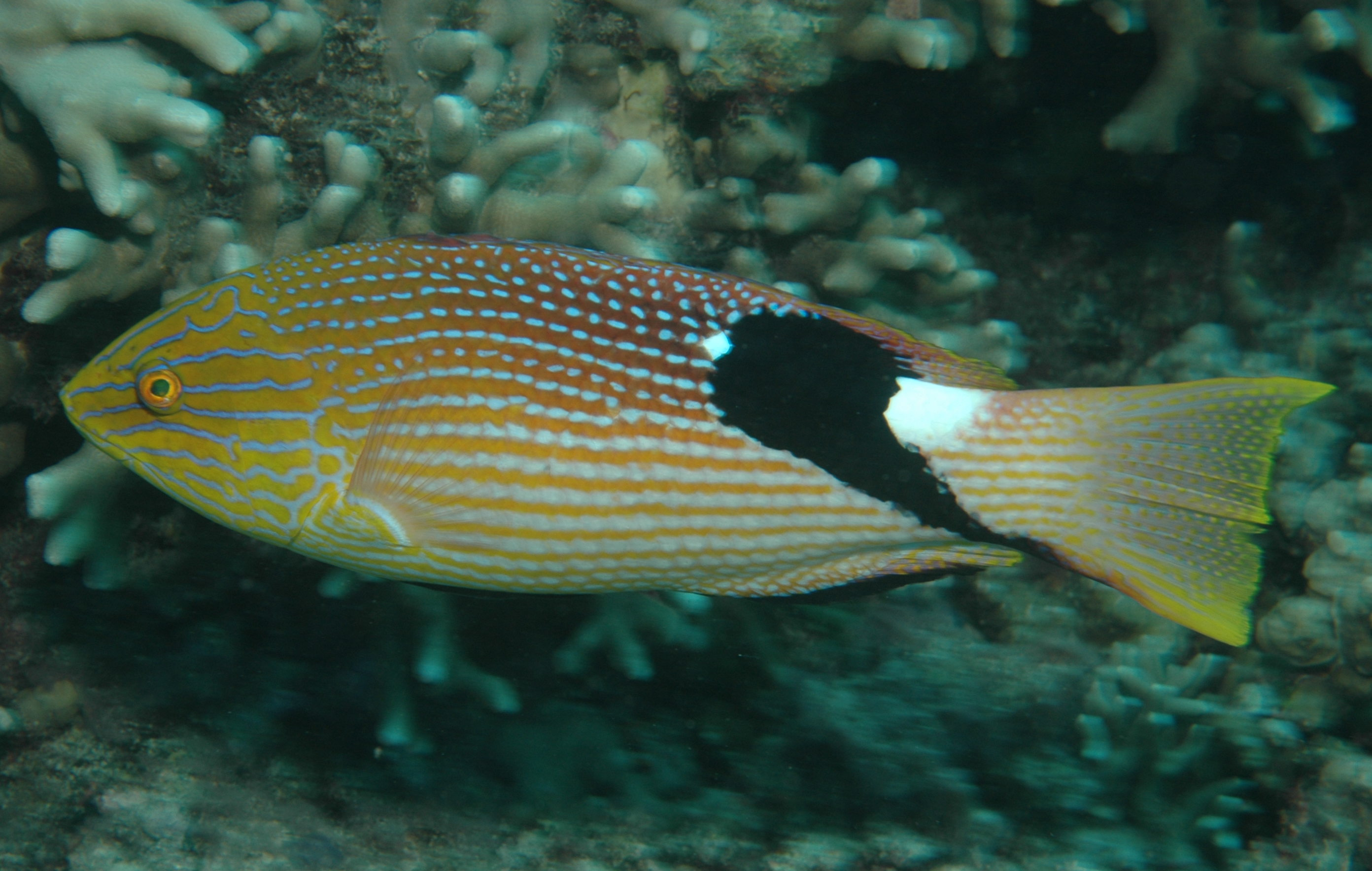
Bodianus loxozonus
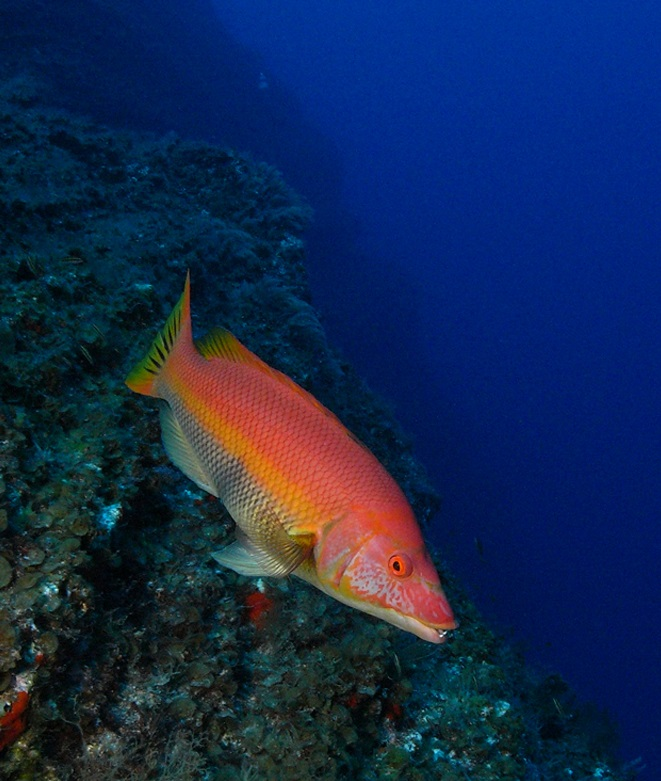
Bodianus scrofa
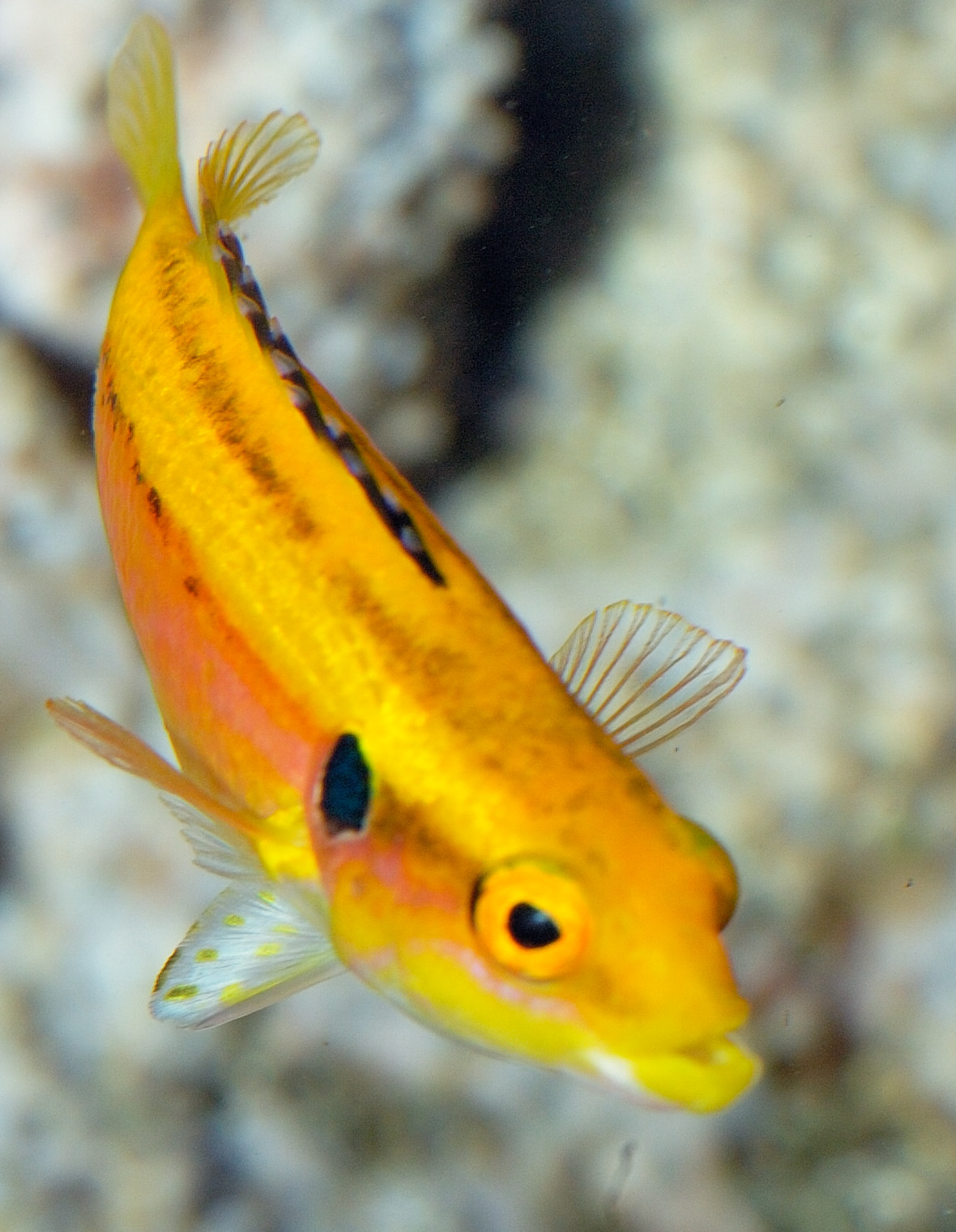
Bodianus bimaculatus